# James O'Shea
James "Jay" O'Shea (Dún Laoghaire, Irlanda, 10 de agosto de 1988) es un futbolista irlandés. Juega de mediapunta y su actual equipo es el Brisbane Roar de la primera división de Australia.

## Selección nacional
Ha sido internacional con la Selección de fútbol de Irlanda Sub-21.

## Clubes
| Club                  | País       | Año       |
| --------------------- | ---------- | --------- |
| Home Farm FC          | Irlanda    | 2006      |
| Bray Wanderers        | Irlanda    | 2006-2007 |
| Galway United         | Irlanda    | 2008-2009 |
| Birmingham City       | Inglaterra | 2009-2010 |
| Middlesbrough FC      | Inglaterra | 2010      |
| Stevenage FC          | Inglaterra | 2010-2011 |
| Port Vale FC          | Inglaterra | 2011      |
| Milton Keynes Dons FC | Inglaterra | 2011-2012 |
| Chesterfield FC       | Inglaterra | 2012-2017 |
| Bury Football Club    | Inglaterra | 2017-2019 |
| Brisbane Roar         | Australia  | 2019 -    |